# 四方风
四方风是著名的中国历史文物，在一片牛肩胛骨上刻有24个甲骨文（残，全文应为28字），记载了代表东西南北四个方向的神与对应的四位风神。现藏中国国家图书馆。